# Roncus tabacarui
Espèce
Roncus tabacarui est une espèce de pseudoscorpions de la famille des Neobisiidae.

## Distribution
Cette espèce est endémique de Roumanie. Elle se rencontre vers Târgu Jiu.

## Description
Les mâles mesurent de 2,40 à 2,455 mm.

## Étymologie
Cette espèce est nommée en l'honneur d'Ionel Tabacaru.

## Publication originale
- Ćurčić, Dimitrijević, Guirginca, Ilie, Rađa, Ćurčić & Tomić, 2006 : Four new and endemic species of Roncus L. Koch (Neobisiidae, Pseudoscorpiones) from Romania, Serbia, and Montenegro. Periodicum Biologorum, vol. 108, no 2, p. 213-221.